# Nederlandse kampioenschappen schaatsen pure sprint 2022
De Nederlandse kampioenschappen supersprint en de Nederlandse kampioenschappen pure sprint 2022 werden op zaterdag 26 februari 2022 gereden op de De Meent in Alkmaar. Het was de 31e editie van het NK Supersprint en de eerste sinds 2020, aangezien het toernooi in 2021 niet door kon gaan vanwege de coronapandemie. Sinds het seizoen 2018/2019 maakt het toernooi deel uit van de 'Sprint League'.
Voor de junioren C en B bestond het kampioenschap uit een supersprint-format. Dit is een wedstrijd over tweemaal een 100 en tweemaal een 300 meter per persoon. De tijden werden vervolgens teruggerekend naar de 100 meter en dan pas bij elkaar opgeteld. Voor de junioren A en de senioren was er de pure sprint waarbij een 100, een 300 en een 500 worden gereden die vervolgens omgerekend en bij elkaar opgeteld werden.
De titels bij de senioren waren voor Janno Botman en Esmé Stollenga.

## Uitslagen

### Mannen senioren
| Rang   | Schaatser    | Punten |
| ------ | ------------ | ------ |
| Goud   | Janno Botman | 24,807 |
| Zilver | Aron Romeijn | 25,094 |
| Brons  | Jim Dhore    | 25,380 |

### Jongens junioren A
| Rang   | Schaatser       | Punten |
| ------ | --------------- | ------ |
| Goud   | Pim Stuij       | 25,560 |
| Zilver | Gijs Kamp       | 26,029 |
| Brons  | Jelmer Hendriks | 26,337 |

### Vrouwen senioren
| Rang   | Schaatsster         | Punten |
| ------ | ------------------- | ------ |
| Goud   | Esmé Stollenga      | 27,134 |
| Zilver | Sacha van der Weide | 27,796 |
| Brons  | Anna Boersma        | 27,823 |

### Meisjes junioren A
| Rang   | Schaatsster  | Punten |
| ------ | ------------ | ------ |
| Goud   | Pien Hersman | 27,937 |
| Zilver | Renée Baas   | 28,440 |
| Brons  | Daphne Iskes | 28,504 |

Den Haag 1991 · 
Deventer 1992 · 
Groningen 1993 · 
Utrecht 1994 · 
Alkmaar 1995 · 
Deventer 1996 · 
Deventer 1997 · 
Utrecht 1998 · 
Utrecht 1999 · 
Utrecht 2000 · 
Groningen 2001 · 
Deventer 2002 · 
Assen 2003 · 
Assen 2004 · 
Assen 2005 · 
Alkmaar 2006 · 
Groningen 2007 · 
Breda 2008 · 
Enschede 2009 · 
Hoorn 2010 · 
Enschede 2011 · 
Tilburg 2012 · 
Den Haag 2013 · 
Hoorn 2014 · 
Tilburg 2015 · 
Den Haag 2016 · 
Breda 2017 · 
Groningen 2018 · 
Deventer 2019 · 
Amsterdam 2020 · 
2021 ·
Alkmaar 2022 ·
Tilburg 2023 ·
Tilburg 2024 ·
Eindhoven 2025